# Benimuslem
Benimuslem es un municipio de la Comunidad Valenciana, España. Perteneciente a la provincia de Valencia, en la comarca de la Ribera Alta. Cuenta con una población de 665 habitantes (INE 2024).

## Geografía
Situado en la ribera izquierda del río Júcar. La superficie del término es completamente llana. El Júcar sirve de límite por el sur y el sureste.
El clima es mediterráneo; los vientos más frecuente son el levante y el poniente; el primero es el que ocasiona las lluvias, generalmente, en primavera y otoño.
Desde Valencia, se accede a esta localidad a través de la A-7 y luego tomando la CV-550.

### Localidades limítrofes
El término municipal de Benimuslem limita con Alberique, Alcira y Carcagente, todas ellas de la provincia de Valencia.

## Historia
Alquería musulmana que fue donada a Gorgeri de Calatayud en 1244. En 1459 pasó a manos de Luis de Castellví, al hijo del cual, Pedro, se le concedió en 1473 el título de barón. En 1609 quedó despoblada como consecuencia de la expulsión de los moriscos. En 1615 pasó a los Pertussa y es vinculada como baronia, en 1620, por el barón de Benidoleig. Posteriormente ha pertenecido a los Escals, Falcó y a los Rodríguez de la Encina. Según Cavanilles, en 1795 producía arroz, seda, trigo y maíz. Tenía un embarcadero sobre el río Júcar, del que aún queda la calle con este nombre (calle del Embarcadero). La navegación fluvial se descontinuó con el desarrollo de otras vías de comunicación en el siglo XIX y, sobre todo, en el siglo XX.

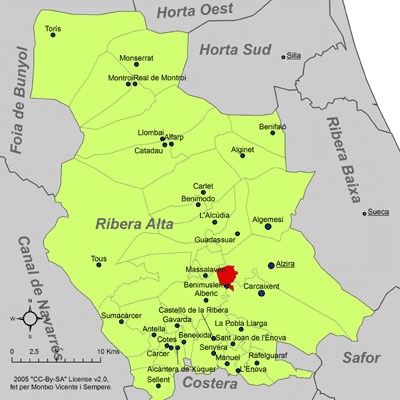
Localización de Benimuslem en la comarca de la Ribera Alta.

## Demografía
Benimuslem cuenta con una población de 665 habitantes (INE 2024).
| Gráfica de evolución demográfica de Benimuslem entre 1842 y 2021 |
| |
| Población de derecho según los censos de población del INE Población de hecho según los censos de población del INEEn 1857 crece el término del municipio porque incorpora a Puchol |

## Economía
Dedicada fundamentalmente a la agricultura, todos los cultivos se dan en régimen de regadío. Se riega con aguas del Júcar a través de la Acequia Real del Júcar. Los cultivos más importantes son los cítricos, y hortalizas.

## Administración y política
| Periodo   | Nombre                                                          | Partido            |
| --------- | --------------------------------------------------------------- | ------------------ |
| 1979-1983 | Francisco Quilis Ortiz                                          | UCD                |
| 1983-1987 | Salvador Cuquerella Llopis                                      | Independiente, OIV |
| 1987-1991 | Salvador Cuquerella Llopis                                      | PSPV-PSOE          |
| 1991-1995 | Salvador Cuquerella Llopis                                      | PSPV-PSOE          |
| 1995-1999 | Tomás Rivera Mancebo                                            | PP                 |
| 1999-2003 | Tomás Rivera Mancebo                                            | PP                 |
| 2003-2007 | Tomás Rivera Mancebo                                            | PP                 |
| 2007-2011 | Tomás Rivera Mancebo (hasta 2008, inhabilitado) Vicente Perpiñá | PP                 |
| 2011-2015 | María Antonia Vilar Quilis                                      | PSPV-PSOE          |
| 2015-2019 | María Antonia Vilar Quilis                                      | PSPV-PSOE          |
| 2019-2023 | Ramón Pascual                                                   | PP                 |
| 2023-act. | Maria Neus Chapí Vives                                          | PSPV-PSOE          |

## Patrimonio
- Iglesia parroquial. La parroquia tiene por titular la Inmaculada Concepción.

## Fiestas locales
- Fiestas Patronales. en honor a san Roque, la Purísima y el Cristo de la salud.